# Robert Lee (Texas)
Robert Lee è un comune (city) degli Stati Uniti d'America e capoluogo della contea di Coke nello Stato del Texas. La popolazione era di 1.049 abitanti al censimento del 2010.

## Geografia fisica
Robert Lee è situata a 31°53′44″N 100°29′06″W (31.895687, -100.484912).
Secondo lo United States Census Bureau, la città ha una superficie totale di 2,98 km², dei quali 2,95 km² di territorio e 0,03 km² di acque interne (1,13% del totale).

## Società

### Evoluzione demografica
Secondo il censimento del 2010, la popolazione era di 1.049 abitanti.

### Etnie e minoranze straniere
Secondo il censimento del 2010, la composizione etnica della città era formata dall'89,13% di bianchi, lo 0,1% di afroamericani, il 2,1% di nativi americani, lo 0% di asiatici, lo 0% di oceanici, il 5,91% di altre razze, e il 2,76% di due o più etnie. Ispanici o latinos di qualunque razza erano il 23,26% della popolazione.